# Сенча, Владимир Иванович
Владимир Иванович Сенча (9 июля 1868 — 1 декабря 1954) — генерал-майор Российской императорской армии (1915). Участник Первой мировой войны. После Октябрьской революции, был смещён с должности. Перешёл на службу в армию Украинской Державы, получил звание генерального хорунжего, но после свержения гетмана Павла Скорпадського присоединился к Белому движению, состоял в резерве чинов Вооружённых сил Юга России. Эмигрировал в Королевство сербов, хорватов и словенцев (Югославию).

## Биография
Владимир Иванович Сенча родился 9 июля 1868 года в Полтаве. После окончания Елисаветградской гимназии, 21 августа 1887 года поступил на службу в Российскую императорскую армию. В 1899 году окончил Елисаветградское кавалерийское юнкерское училище, был распределён в 33-й драгунский Изюмский полк. В корнеты был произведён со старшинством с 23 января 1890 года, в поручики со старшинством с 1 сентября 1893 года, в штабс-ротмистры со старшинством с 15 марта 1896 года.
В 1898 году окончил Николаевскую академию Генерального штаба по 1-му разряду. В капитаны со старшинством с 17 мая 1898 года. В том же году состоял при штабе Киевского военного округа. С 26 ноября 1898 года по 6 мая 1900 года занимал должность старшего адъютанта штаба 11-й кавалерийской дивизии, с 6 мая 1900 года по 6 декабря 1902 года был обер-офицером для особых поручений при штабе 10-го армейского корпуса, с 1 октября 1900 года по 1 октября 1901 года отбывал цензовое командование эскадроном в 30-м драгунском Ингерманландском полку. Был произведён в подполковники, со старшинством с 6 декабря 1902 года. С 6 декабря 1902 года по 25 марта 1903 года был старшим адъютантом войскового штаба Оренбургского казачьего войска, с 25 марта 1903 по 30 сентября 1904 года был штаб-офицером для особых поручений при штабе 14-го армейского корпуса, с 30 сентября 1904 года по 21 октября 1908 года был штаб-офицером при управлении 64-й пехотной резервной бригады. С 1 мая по 4 сентября 1916 года с целью ознакомиться с требованиями по управлению и ведению хозяйства был прикомандирован к 44-му драгунскому Нижегородскому полку. В чин полковника был произведён со старшинством с 6 декабря 1906 года. Затем с 10 мая по 10 июля 1908 года — прикомандирован к артиллерии. С 21 октября 1908 года по 9 июля 1912 года был начальником штаба 2-й кавалерийской дивизии. Был прикомандирован  с 1 мая по 24 августа 1911 года. Был командиром 14-го драгунского Малороссийского полка.
Принимал участие в Первой мировой войне. 11 февраля 1915 года «за отличия в делах» был произведён в генерал-майоры со старшинством с 15 сентября 1914 года. Занимал должность командующего 14-м драгунским Малороссийским полком, затем, с 5 марта по 25 апреля 1915 года был командиром 1-й бригады (14-я кавалерийская дивизия). С 25 апреля 1915 года по 1 апреля 1916 года занимал должность начальника штаба 3-го кавалерийского корпуса и был переведён в Генеральный штаб. 1 апреля 1916 года был назначен начальником штаба 7-го кавалерийского корпуса. По состоянию на 10 июля 1916 года продолжал служить в том же чине и на той же должности.
После Октябрьской революции, вместе с остальным руководством был снят занимаемой должности. В 1918 году начал службу в армии Украинской державы, получил звание генерального хорунжего и занял должность члена Комиссии Главного штаба по прохождению службы старшинами, но после свержения гетмана Павла Скоропадского перешёл на сторону Белого движения на юге России. До 17 апреля 1920 года состоял в резерве чинов Вооружённых сил Юга России. Затем эмигрировал в Королевство сербов, хорватов и словенцев. Владимир Иванович скончался 1 декабря 1954 года в Нови Сад (ныне Сербия).
Был шахматистом. По состоянию на 1909 год состоял в браке и имел троих детей, а по состоянию на 1911 год имел уже четверых детей. Был женат на Вере Ивановне (в девичестве Ракович; 10 февраля 1893 — 28 июля 1954 Нови Сад), от неё имел дочь Наталью (6 января — 14 июля 1922 ).

## Награды
Владимир Иванович был пожалован следующими наградами:
- Орден Святого Владимира 3-й степени с мечами (27 февраля 1915);
- Орден Святого Владимира 4-й степени с мечами и бантом (23 ноября 1914);
- Орден Святой Анны 2-й степени (11 мая 1914);
- Орден Святой Анны 3-й степени (1906);
- Орден Святого Станислава 2-й степени (25 марта 1910);
- Орден Святого Станислава 3-й степени (1902);